# Angiola Janigro
Angiola Janigro (* 22. Mai 1947 in Florenz) ist eine italienische Theater- und Filmregisseurin und Drehbuchautorin.
Janigro hatte 1973 in Literaturwissenschaften abgeschlossen, als sie Theater- und Filmregie an der Universität La Sapienza und dann am Centro Sperimentale di Cinematografia zu studieren begann. Zwischen 1976 und 1988 inszenierte sie zahlreiche Stücke an verschiedenen Bühnen, wobei sie auch selbst als Darstellerin in Erscheinung trat. Im Kino debütierte sie als Regisseurin 1985, als sie in den Niederlanden mit Heddy Honigman nach eigenem Drehbuch De deur van het huis drehte, der in ihrem Heimatland jedoch keine Auswertung erfuhr. Auch der 1992 für die vier Jahre zuvor von ihr gegründete „Anjo Film“ entstandene L'equivoco della luna, der eine internationale Besetzung hatte, konnte nicht in den Kinosälen reüssieren. Der 2005 bei verschiedenen Festivals gezeigte Oggidunque erhielt keine Kinoeinsätze. Seither schrieb sie etliche Drehbücher.

## Filmografie
- 1985: De deur van het huis
- 1992: L'equivovo della luna